# Zama, Kanagawa

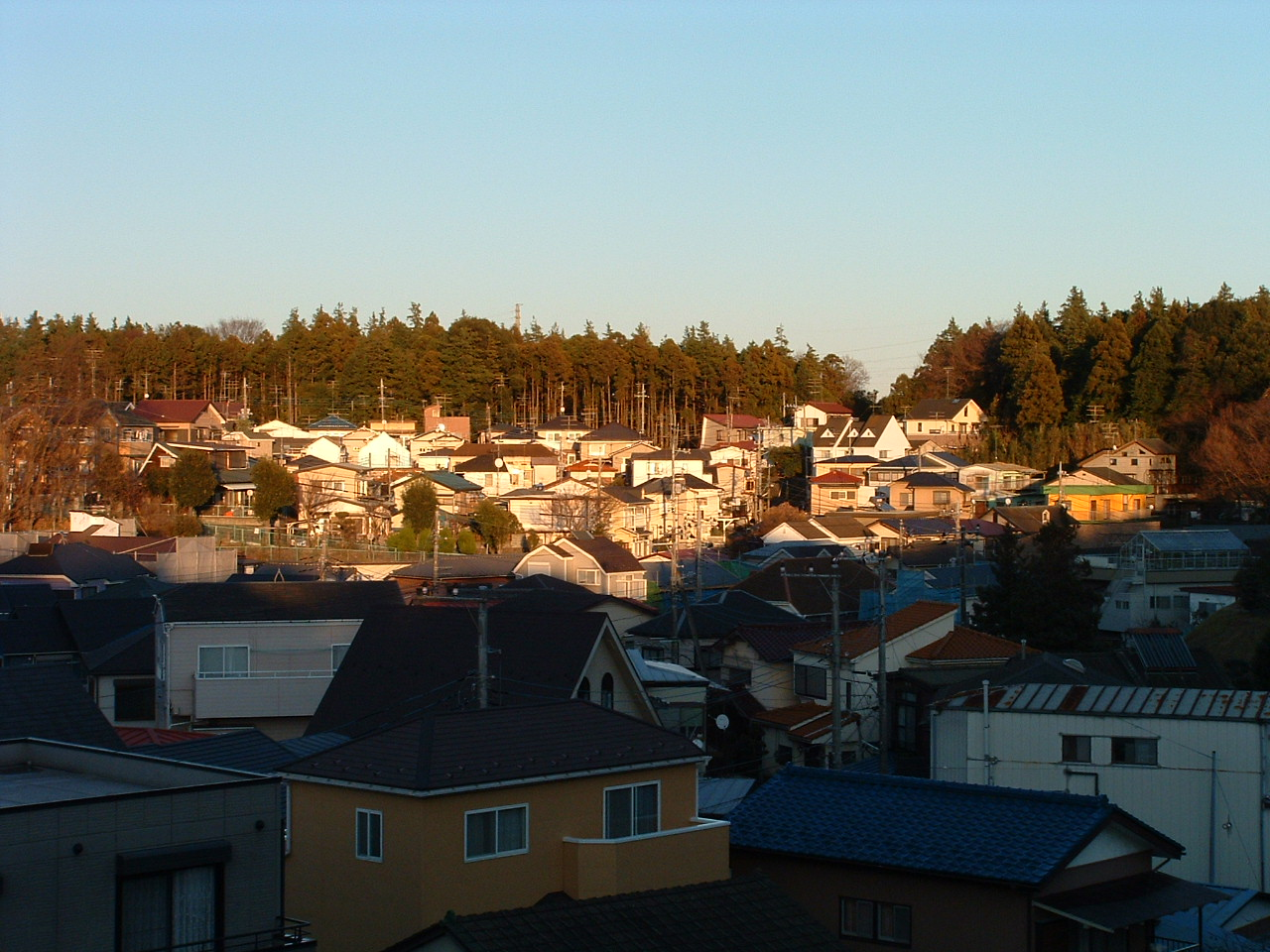
Zonă rezidenţială

Zama (座間市 Zaaa-shi?) este un municipiu din Japonia, prefectura Kanagawa.